# Karla María Rabelo Estrada
Karla María Rabelo Estrada (Villahermosa, Tabasco; 15 de marzo de 1984) es una política mexicana afiliada al partido Movimiento Ciudadano. Desde el 1 de septiembre de 2021 es diputada en la LXV Legislatura del Congreso de la Unión.

## Primeros años
Karla María Rabelo Estrada nació el 15 de marzo de 1984 en Villahermosa, Tabasco, México. De 2002 a 2006 estudió la licenciatura en derecho en la Universidad del Valle de México. De 2002 a 2012 trabajó como periodista de temas sociales en el periódico Tabasco Hoy.

## Trayectoria política
En las elecciones estatales de Tabasco de 2018 fue electa como diputada de la LXIII Legislatura del Congreso del Estado de Tabasco en representación del distrito 16, con sede en Huimanguillo. Dentro del congreso fue presidente de la comisión de gobernación y puntos constitucionales. En las elecciones federales de 2021 fue electa como diputada de la LXV Legislatura del Congreso de la Unión en representación del distrito 2 del estado de Tabasco, con sede en la ciudad de Heroica Cárdenas. Dentro del congreso es secretaria de la comisión de puntos constitucionales.En las Elecciones de 2024 se Postuló a Candidata a Presidenta Municipal por la Alcaldía de Huimanguillo por Movimiento Ciudadano .